# Vinko Cuzzi
Vinko Cuzzi (Spalato, 11 luglio 1940 – Zagabria, 8 dicembre 2011) è stato un calciatore jugoslavo, di ruolo difensore.

## Biografia
Nato a Spalato, anche suo figlio Ivo fu un giocatore dell'Hajduk Spalato.

## Caratteristiche tecniche
Difensore molto duttile e intelligente, ha ricoperto sia il ruolo di terzino destro che quello di difensore centrale venendo il più delle volte impiegato come costruttore del gioco.  Di grande velocità e prestanza fisica, spesso partecipava alla fase offensiva.

## Carriera

### Club
Debuttò con la casacca dell'Hajduk Spalato il 26 ottobre 1958 in occasione del match esterno di campionato perso 4-1 contro il Vojvodina.
Difese i colori della squadra spalatina per un decennio, giocando un totale di 434 partite, di cui 190 in campionato.
Nel 1967, al Stari Plac di Spalato, sollevò da capitano la prima Coppa di Jugoslavia della storia dei Bili.

### Nazionale
Con la nazionale jugoslava disputò 8 partite, debuttò l'8 settembre 1965 contro l'URSS mentre l'ultima partita la giocò il 23 giugno 1966 contro la Germania ad Hannover.

## Statistiche

### Cronologia presenze e reti in nazionale
| Cronologia completa delle presenze e delle reti in nazionale ― Jugoslavia | Cronologia completa delle presenze e delle reti in nazionale ― Jugoslavia | Cronologia completa delle presenze e delle reti in nazionale ― Jugoslavia | Cronologia completa delle presenze e delle reti in nazionale ― Jugoslavia | Cronologia completa delle presenze e delle reti in nazionale ― Jugoslavia | Cronologia completa delle presenze e delle reti in nazionale ― Jugoslavia | Cronologia completa delle presenze e delle reti in nazionale ― Jugoslavia | Cronologia completa delle presenze e delle reti in nazionale ― Jugoslavia |
| Data                                                                      | Città                                                                     | In casa                                                                   | Risultato                                                                 | Ospiti                                                                    | Competizione                                                              | Reti                                                                      | Note                                                                      |
| ------------------------------------------------------------------------- | ------------------------------------------------------------------------- | ------------------------------------------------------------------------- | ------------------------------------------------------------------------- | ------------------------------------------------------------------------- | ------------------------------------------------------------------------- | ------------------------------------------------------------------------- | ------------------------------------------------------------------------- |
| 4-9-1965                                                                  | Mosca                                                                     | Unione Sovietica                                                          | 0 – 0                                                                     | Jugoslavia                                                                | Amichevole                                                                | -                                                                         |                                                                           |
| 19-9-1965                                                                 | Lussemburgo                                                               | Lussemburgo                                                               | 2 – 5                                                                     | Jugoslavia                                                                | Qual. Mondiali 1966                                                       | -                                                                         |                                                                           |
| 9-10-1965                                                                 | Parigi                                                                    | Francia                                                                   | 1 – 0                                                                     | Jugoslavia                                                                | Qual. Mondiali 1966                                                       | -                                                                         |                                                                           |
| 7-11-1965                                                                 | Belgrado                                                                  | Jugoslavia                                                                | 1 – 1                                                                     | Norvegia                                                                  | Qual. Mondiali 1966                                                       | -                                                                         |                                                                           |
| 4-5-1966                                                                  | Londra                                                                    | Inghilterra                                                               | 2 – 0                                                                     | Jugoslavia                                                                | Amichevole                                                                | -                                                                         |                                                                           |
| 8-5-1966                                                                  | Zagabria                                                                  | Jugoslavia                                                                | 2 – 0                                                                     | Ungheria                                                                  | Amichevole                                                                | -                                                                         |                                                                           |
| 1-6-1966                                                                  | Belgrado                                                                  | Jugoslavia                                                                | 0 – 2                                                                     | Bulgaria                                                                  | Amichevole                                                                | -                                                                         | 46’                                                                       |
| 23-6-1966                                                                 | Hannover                                                                  | Germania Ovest                                                            | 2 – 0                                                                     | Jugoslavia                                                                | Amichevole                                                                | -                                                                         |                                                                           |
| Totale                                                                    |                                                                           | Presenze                                                                  | 8                                                                         |                                                                           | Reti                                                                      | 0                                                                         |                                                                           |

## Palmarès

### Club

#### Competizioni nazionali
- Coppa di Jugoslavia: 1

Hajduk Spalato: 1966-1967